# 北九州市上下水道局
北九州市上下水道局（きたきゅうしゅうしじょうげすいどうきょく、英: Kitakyushu City Water and Sewer Bureau）は、北九州市と遠賀郡芦屋町・水巻町における上水道事業・北九州市域の工業用水道の供給と下水処理を行う、地方公営企業法に基づく北九州市の地方公営企業。

## 事業
基本的には北九州市における上水供給と下水処理が業務だが、人口減少や工場移転などもあり、年々供給能力が過剰気味になっていた。このため近年は収益改善のため、近隣町村の上水道事業を肩代わりしているほか、福岡都市圏の市町に上水の原料を売っている。更には2012年に上下水道の事業を一本化したことの契機ともなった、海外水ビジネス事業にも進出している。
- 浄水施設整備事業
- 配水管整備事業
- 給水装置整備事業
- 公共下水道事業
- 上水原料供給事業（売り先：京都郡苅田町の一部、田川郡香春町、遠賀郡岡垣町、宗像市、福津市、古賀市並びに糟屋郡新宮町）
- 海外水ビジネス推進に関する事業

なお、北九州市のうち、小倉北区馬島については下関市水道局から給水を受けている。

## 沿革
- 1964年（昭和39年） - 門司水道部と北九州企業庁（北九州水道組合が昭和37年4月にこのように改称された）との合併が成立し、同時に北九州市水道局（現在の上下水道局の前身）が発足。
- 2007年（平成19年）10月 - 遠賀郡芦屋町の水道事業を統合[1]。
- 2010年（平成22年）8月 - 官民連携で海外水ビジネスを推進する組織「北九州市海外水ビジネス推進協議会」に参画。
- 2012年（平成24年）
  - 4月 - 水道局と、建設局の下水道部門を統合し、上下水道局を新設。
  - 7月 - 技術協力分野における国際協力（カンボジア王国における水道分野の国際協力事業）が評価され、外務大臣表彰受賞[2]。
  - 10月 - 遠賀郡水巻町の水道事業を統合[2]。

## 組織
総務経営部
- 総務課
- 経営企画課
- 下水道営業担当
- 営業課

海外・広域事業部
- 海外事業課（海外水ビジネス担当部署）
- 広域事業課

水道部（上水道事業部）
- 計画課
- 設計課
- 配水管理課
- 浄水課

下水道部
- 下水道計画課
- 下水道整備課
- 施設課
- 水質管理課

出先機関
- 東部工事事務所（企救地域担当）
- 西部工事事務所（遠賀地域担当）

## 主な施設
浄水場・ポンプ場・取水場
- 井手浦浄水場（小倉南区）
- 堀越ポンプ場（同上）
- 穴生浄水場（八幡西区） - 2003年度より高度浄水処理開始
- 本城浄水場（同上） - 2000年度より高度浄水処理開始
ここには北九州市と県が整備した「北部福岡緊急連絡管」の水送り出し拠点が設けられており、福岡都市圏で上水に関し非常事態が起こったら緊急に上水原料を供給することになっている。普段も配管機能維持のため最低限の水が流れており、玄界灘沿いの市町への上水原料供給はこの水が使われている。
- 畑浄水場（同上）
- 道原浄水場（小倉南区）
- 伊左座取水場（水巻町）

水質試験所
下水処理場
- 東部浄化センター（管轄現場：日明、曽根、新町）
- 西部浄化センター（管轄現場：皇后崎、北湊）

水力発電所 - 発電した電気は場内で利用し、余剰電力を電力会社に売電。
- 油木発電所（油木ダムに設置）
- ます渕発電所（市内鱒淵ダムに設置）
- 頓田発電所
- 穴生発電所（穴生浄水場に設置）

太陽光発電所 - 水源地や配水池に設置され、モーターの電源として利用。
- 紫川太陽光発電所
- 藍島太陽光発電所
- 大蔵太陽光発電所
- 二島太陽光発電所
- 日峰（ひのみね）太陽光発電所
- 小嶺太陽光発電所
- 笹尾太陽光発電所
- 堀越太陽光発電所

## 市販品
2011年（平成23年）から北九州水道100周年記念事業としてボトルドウォーターの一般販売を開始。

## 水道事業ガイドラインにおける主な指標
平成26年(2014年)度。 数値 は1位、 数値 は3位以内、 数値 は最下位から3位以内、 数値 は最下位
| 指標                                  | 1位（2位） 数値         | 北九州市の順位 数値 | 最下位(17位) 数値     |
| ------------------------------------- | ----------------------- | ------------------- | --------------------- |
| 自己保有水源率                        | 札幌市 、静岡市 100     | 1位タイ 100         | 大阪市 他４事業体 0.0 |
| 水質検査箇所密度 (箇所/100㎞2)        | 京都市 23.4             | 3位 17.0            | 札幌市 2.1            |
| 直結給水率                            | 札幌市 98.7             | 12位 73.4           | 福岡市 47.1           |
| 鉛製給水管率                          | 札幌市 0.0              | 1位タイ 0.0         | 京都市 20.2           |
| 普及率                                | 東京都 他５事業体 100.0 | 12位タイ 99.6       | 浜松市 96.5           |
| 経年化設備率                          | 静岡市 24.0             | 最下位 68.3         | 仙台市 61.7           |
| 経年化管路率                          | さいたま市 6.6          | 16位 22.4           | 大阪市 43.3           |
| 管路の更新率                          | 東京都 1.98             | 3位 1.43            | 神戸市 0.41           |
| 配水池耐震施設率                      | 福岡市 91.2             | 14位 31.8           | 仙台市 15.9           |
| 管路の耐震化率                        | さいたま市 43.1         | 最下位 5.3          | 京都市 11.4           |
| 経常収支比率                          | 札幌市 131.5            | 8位 113.4           | 川崎市 98.9           |
| 給水収益に対する 減価償却費の割合     | 川崎市 22.1             | 最下位 50.3         | 浜松市 41.7           |
| 給水収益に対する 企業債残高の割合     | 東京都 88.6             | 14位 403.1          | 京都市 582.0          |
| 供給単価 (円)                         | 浜松市 126.3            | 4位 144.6           | 福岡市 218.0          |
| 給水原価 (円)                         | 静岡市 117.5            | 7位 145.5           | 仙台市 203.2          |
| 1箇月当たり家庭用料金 (円/20m3使用時) | 大阪市 1,920            | 3位 2,000           | 札幌市 3,320          |
| 有収率                                | 福岡市 96.2             | 14位 90.4           | 大阪市、京都市 87.3   |
| 自己資本構成比率                      | 浜松市 98.5             | 12位 52.8           | 京都市 27.9           |
| 水道施設見学者割合 (人/1000人)        | 京都市 75.8             | 9位 9.0             | 堺市 0.1              |
| 配水量1m3当たり 電力消費量 (kWh/m3)   | 堺市 0.04               | 14位 0.35           | 東京都 0.53           |
| 料金未納率                            | 広島市 2.2              | 13位タイ 8.8        | 札幌市 10.5           |
| 管路の事故割合 (件/100㎞)             | 札幌市、さいたま市 0.5  | 6位 1.7             | 京都市 15.1           |
| 給水管の事故割合 (件/1000件)          | 札幌市 0.7              | 17位 7.4            | 京都市 9.8            |
| 消火栓設置密度 (基/㎞)                | 川崎市 8.2              | 8位 5.7             | 札幌市、浜松市 2.9    |

東京都と政令指定都市のうち県営水道から給水する千葉市・相模原市、熊本市を除く18事業体の順位。